# Barjas Negri
Barjas Negri GOMM (São Paulo, 8 de dezembro de 1950) é um professor, acadêmico, economista e político brasileiro filiado ao PSD. Foi ministro da Saúde durante o governo Fernando Henrique Cardoso, além de prefeito de Piracicaba por 3 mandatos e vereador da mesma cidade.

## Vida
Formado em Economia pela UNIMEP, Barjas Negri exerceu a ocupação de professor na Universidade Metodista de Piracicaba e na Unicamp. Em 1977, recebeu o título de Mestre e Doutor em Economia, ambos pela Universidade Estadual de Campinas (UNICAMP).
Negri foi secretário municipal de Educação (1979–1982) em Piracicaba, vereador (1989–1992) e secretário municipal de Planejamento (1993–1994) na gestão Mendes Thame. Exerceu o cargo de Coordenador de Políticas Sociais e de Planejamento do Estado de São Paulo, na gestão Franco Montoro.
Foi secretário-executivo do FNDE no ministério da Educação (1995 e 1996). Em 1997, assumiu a secretaria executiva do ministério da Saúde até fevereiro de 2002, quando tornou-se o ministro da Saúde. Admitido à Ordem do Mérito Militar em 1997 no grau de Comendador especial por FHC, foi promovido em 2002 a Grande-Oficial.
Foi secretário estadual da Habitação e presidente da CDHU na gestão Alckmin.
Foi eleito prefeito de Piracicaba pelo PSDB com 120.412 votos (68,2% dos válidos) em 2004, e reeleito em 2008 com 173.108 votos (88% dos válidos).
Foi presidente da Fundação para o Desenvolvimento da Educação (FDE), órgão público, do Estado de São Paulo que presta serviços para a Secretaria do Estado da Educação.
Venceu novamente as eleições municipais em 2016, cumprindo seu terceiro mandato como prefeito de Piracicaba até 2020, quando foi derrotado na disputa pelo quarto mandato por Luciano Almeida. Candidato novamente na eleição seguinte, em 2024, liderou o primeiro turno, mas acabou novamente vencido, desta vez por Helinho Zanatta. 
Em 2025, após 37 anos de militância no PSDB, anunciou sua desfiliação da legenda para se juntar ao PSD, partido liderado por Gilberto Kassab e em ascensão desde as últimas eleições municipais no Brasil. Em nota divulgada à imprensa às vésperas da mudança, Barjas declarou ter encerrado um "ciclo marcado por alegrias e tristezas, mas também de muito trabalho, para iniciar uma nova jornada política".

## Controvérsia
Em 2006, Barjas Negri teve seu nome envolvido no Escândalo das Sanguessugas, como suposto braço direito de José Serra na liberação da compra de ambulâncias superfaturadas. Em depoimento a CPI das Sanguessugas, Negri negou qualquer envolvimento com o esquema. Porém, durante a gestão do ex-governador de São Paulo, Geraldo Alckmin (PSDB), Negri assumiu, entre 2003 e 2004, a presidência da Companhia de Desenvolvimento Habitacional e Urbano de São Paulo. Nesse período, o TCE condenou ou responsabilizou Barjas Negri por irregularidades praticadas em 102 contratos firmados pela autarquia. Reportagem assinada pelo jornalista Alessandro Rodrigues, afirma que a maioria das irregularidades condenadas pelo TCE ocorreu por licitações dirigidas, aditamentos irregulares acima do percentual determinado pela lei e prejuízo a competitividade e economicidade das unidades habitacionais construídas no período. Mesmo o governo do Estado tendo cortado os recursos para a habitação popular, Barjas Negri movimentou um orçamento bilionário entre os anos de 2003 e 2004, chegando a R$ 1,33 bilhão neste período.